# Pentanaccital
Pentanaccital liknar Fibonaccital, men istället för att börja med två förutbestämda termer, startar talföljden med fem förutbestämda termer och varje term efteråt är summan av de fem föregående termerna.
De första pentanaccitalen är:
0, 0, 0, 0, 1, 1, 2, 4, 8, 16, 31, 61, 120, 236, 464, 912, 1793, 3525, 6930, 13624, 26784, 52656, 103519, 203513, 400096, 786568, 1546352, 3040048, 5976577, 11749641, 23099186, 45411804, 89277256, 175514464, 345052351, 678355061, 1333610936, 2621810068, … (talföljd A001591 i OEIS)